# Nový čas
Nový čas – słowacki dziennik. Należy do gazet typu tabloid. Jego nakład wynosi 190 tys. egzemplarzy (2005).
Powstał w 1990 roku.